# Китайско-индийская война

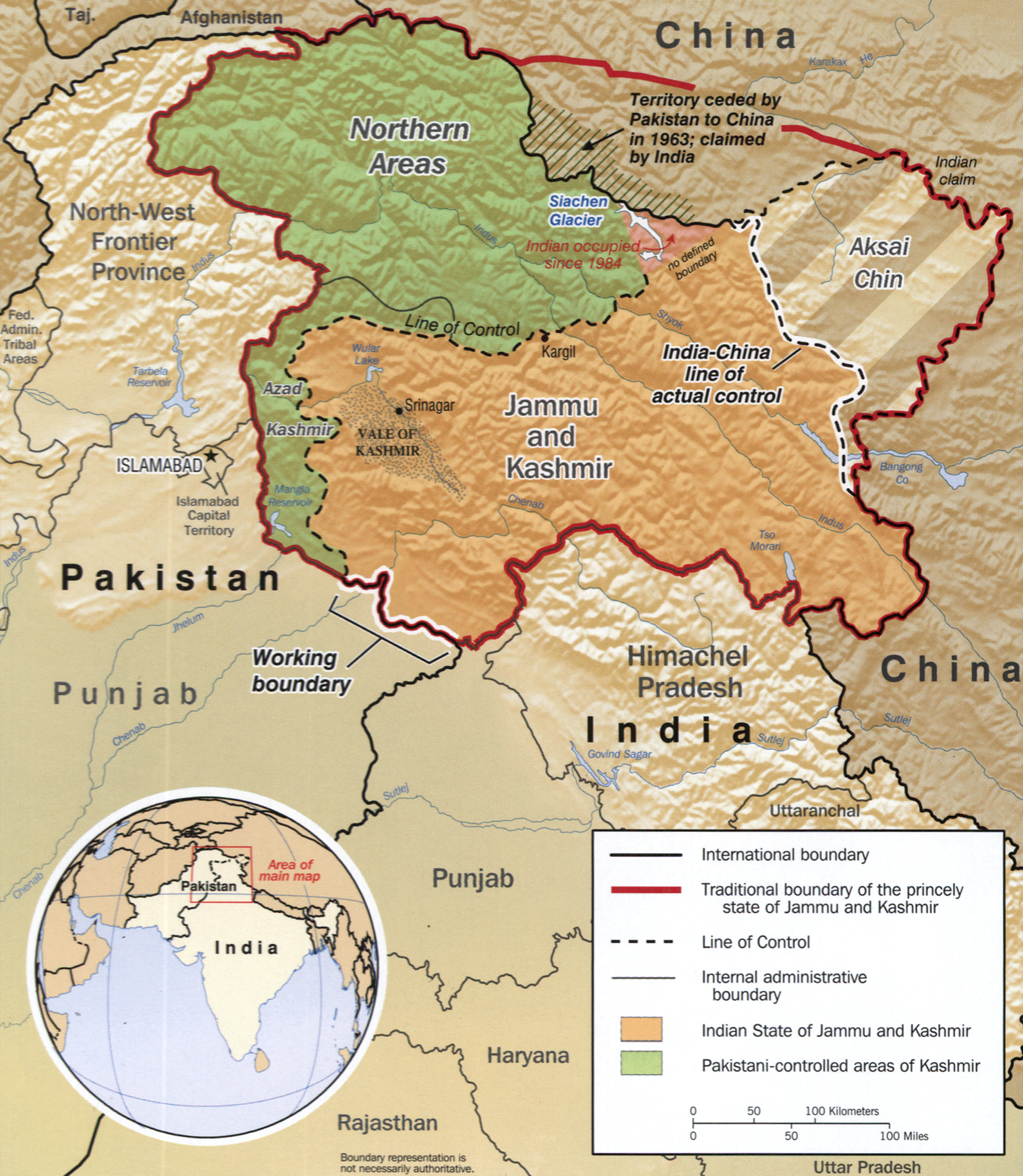
Западная часть спорной границы.

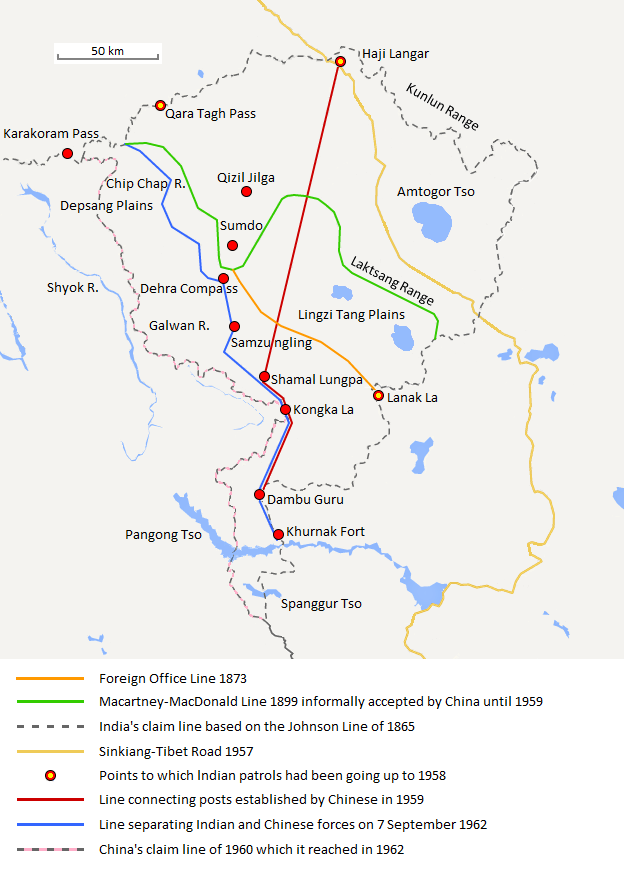
На карте показаны индийские и китайские заявления о границе в регионе Аксай-Чин, линия Макартни-Макдональд, линия иностранных дел, а также прогресс китайских войск, когда они занимали районы во время китайско-индийской войны.

Китайско-индийская война (англ. Sino–Indian War, China–India War, Indo–China War; хинди भारत-चीन युद्ध 1962; кит. трад. 中印邊境戰爭, упр. 中印边境战争, пиньинь Zhōng Yìn biānjìng zhànzhēng) — высокогорный пограничный конфликт между КНР и Индией осенью 1962 года, закончившийся поражением индийских войск и установлением китайской стороной контроля над территорией, где ранее перемещались подразделения обеих сторон.

## Причины
Причина конфликта — неурегулированность вопроса о начертании линии границы между бывшей Британской Индией и Тибетом. Спорными считались два участка. Один из них, площадью 518 км², расположен в северо-восточной части Кашмира, известной также как Аксайчин. Второй спорный район находится в северной части современного штата Аруначал-Прадеш, занимает территорию 82,88 тыс. км² вдоль участка границы примерно 700 км длиной.
Одной из причин обострения отношений между странами был факт обнаружения Индией построенной Китаем дороги через Аксай-Чин, сооружённой, по-видимому, ради улучшения доступа в Тибет, где ситуация тогда была напряжённой. В 1960 КНР предлагала уступить Индии восточный спорный участок в обмен на свободу рук в пределах западного. По другой версии, реальной причиной китайского вторжения было предоставление Индией политического убежища четырнадцатому Далай-ламе, который бежал из Тибета после захвата китайцами этой страны.

## Ход конфликта
Ещё в июле 1960 года состоялись первые огневые контакты между силами сторон в восточной спорной зоне, а в октябре имело место боевое взаимодействие и на западном участке.
- 20 октября 1962 года военные действия приобрели ожесточённый характер. Китайцы нанесли удар по индийским позициям около Дхолы и Кхинземана, а затем развили наступление с двух флангов на Таванг — из Бумлы на севере и с запада, где китайцы преследовали индийские войска, отступавшие от Ньямкачу (около поста Дхола). Затем в боевых действиях наступило затишье на несколько дней.
- 12 ноября — переселение уйгурских семей в Сринагар, также уйгурские повстанцы помогли развитию индийской армии[источник не указан 23 дня].
- 14 ноября — возобновление боёв, которые к этому времени распространились также на востоке в секторе Валонг и на севере в Ладакхе, где Чушул и Резенг Ла подверглись тяжёлой осаде китайцев.
- 20 ноября китайцы подавили практически всю дивизию Камеонг и буквально разгромили 4-ю пехотную дивизию Индии. Сектор Валонг стал свидетелем более равнозначных и в связи с этим незавершённых сражений. В Ладакхе не наблюдалось той нерешительности, которая была продемонстрирована на Северо-востоке. Здесь проходили ожесточённые локализованные бои, в особенности в Резенг Ла.
- 21 ноября пекинское радио объявило об одностороннем прекращении огня: СССР не поддержал КНР и проявил нейтралитет, вопреки расчётам председателя КНР Мао Цзэдуна, надеявшегося использовать советскую помощь, а Великобритания и США начали поставки оружия в Индию.

## Потери
По официальным правительственным данным потери индийской стороны составили 6 488 человек, из которых безвозвратные (убитыми) 322 человека, 676 ранеными и 2140 пропавшими без вести, 3 350 пленными. В течение девяти месяцев после окончания конфликта до августа 1963 года китайской стороной было освобождено 706 индийских военнопленных (чуть более пятой части от общего количества пленных). Потери индийской стороны в вооружении и военной технике, обмундировании, снаряжении, провианте и др. военном имуществе оценивались в $8,4 млн.